# Nervilia tahanshanensis
Nervilia tahanshanensis är en orkidéart som beskrevs av Tsan Piao Lin och W.M.Lin. Nervilia tahanshanensis ingår i släktet Nervilia och familjen orkidéer. Inga underarter finns listade i Catalogue of Life.